# 弗里萨
弗里萨是意大利阿布鲁佐大区基耶蒂省的一个镇。